# Epectaptera discosticta
Epectaptera discosticta là một loài bướm đêm thuộc phân họ Arctiinae, họ Erebidae.